# 開かれた社会とその敵
『開かれた社会とその敵』（ひらかれたしゃかいとそのてき、英: The open society and its enemies）は、第二次世界大戦中にカール・ポパーによって著され、広く読まれることになった2巻本である。合衆国では版元が見つからず、1945年にロンドンのラウトレッジ出版社から最初に出版された。
本作は、近代図書館理事会により、20世紀におけるベスト100ノンフィクションのひとつに選定された。

## 出版
ポパーが戦争の間、2つの大洋をこえてニュージーランドという学問的辺境で著述していたころ、哲学や社会科学の真の名士達がこの著作の出版に携わっていた。エルンスト・ゴンブリッチ（出版社の手配の主要な役割を任された）、フリードリヒ・ハイエク（ロンドン・スクール・オブ・エコノミクスにポパーを招聘しようとし、それゆえ社会哲学へのポパーの回帰に感激した）、ライオネル・ロビンズ、ハロルド・ラスキ（この2人に原稿がレビューされた）、ジョン・フィンドレイらがその中にいた。3つのタイトル候補が取り下げられた後に、著作のタイトルを提案したのはフィンドレイであった（「一般人のための社会哲学」（A Social Philosophy for Everyman）が原稿の原題だった。「三人の偽予言者 プラトン、ヘーゲル、マルクス」（Three False Prophets: Plato-Hegel-Marx）と「政治哲学批判」（A Critique of Political Philosophy）もまた考慮の末に拒否された）。

## 構成
- 序論
(Preface)
- 第1巻 - プラトンの呪縛
(The Spell of Plato)
  - 起源と運命の神話
(The Myth of Origin and Destiny)
    - 第1章 - 歴史信仰と運命の神話
(Historicism and the Myth of Destiny)
    - 第2章 - ヘラクレイトス
(Heraclitus)
    - 第3章 - プラトンの形相ないしイデアの説
(Plato's Theory of Forms or Ideas)

  - プラトンの記述社会学
(Plato's Descriptive Sociology)
    - 第4章 - 変化と静止
(Change and Rest)
    - 第5章 - 自然と協定
(Nature and Convention)

  - プラトンの政治綱領
(Plato's Political Programme)
    - 第6章 - 全体主義における正義
(Totalitarian Justice)
    - 第7章 - 指導者の原則
(The Principle of Leadership)
    - 第8章 - 哲人王
(The Philosopher King)
    - 第9章 - 唯美主義、完全主義、ユートピア主義
(Aestheticism, Perfectionism, Utopianism)

  - プラトンの攻撃の背景
(The Background of Plato's Attack)
    - 第10章 - 開かれた社会とその敵
(The Open Society and its Enemies)
- 第2巻 - 予言の大潮 --- ヘーゲル、マルクスとその余波
(The High Tide of Prophecy: Hegel, Marx, and the Aftermath)
  - 神託的哲学の勃興
(The Rise of Oracular Philosophy)
    - 第11章 - ヘーゲル主義のアリストテレス的根源
(The Aristotelian Roots of Hegelianism)
    - 第12章 - ヘーゲルと新たな部族主義
(Hegel and the New Tribalism)

  - マルクスの方法
(Marx's Method)
    - 第13章 - マルクスの社会学的決定論
(Marx's Sociological Determinism)
    - 第14章 - 社会学の自律
(The Autonomy of Sociology)
    - 第15章 - 経済学的歴史信仰
(Economic Historicism)
    - 第16章 - 階級
(The Classes)
    - 第17章 - 法体系と社会体制
(The Legal and the Social System)

  - マルクスの予言
(Marx's Prophecy)
    - 第18章 - 社会主義の到来
(The Coming of Socialism)
    - 第19章 - 社会革命
(The Social Revolution)
    - 第20章 - 資本主義とその運命
(Capitalism and its Fate)
    - 第21章 - 予言の評価
(An Evaluation of the Prophecy)

  - マルクスの倫理
(Marx's Ethics)
    - 第22章 - 歴史信仰の道徳論
(The Moral Theory of Historicism)

  - 余波
(The Aftermath)
    - 第23章 - 知識社会学
(The Sociology of Knowledge)
    - 第24章 - 神託的哲学と理性への反逆
(Oracular Philosophy and the Revolt Against Reason)

  - 結論
(Conclusion)
    - 第25章 - 歴史に意味はあるか
(Has History any Meaning?)

## 内容
『開かれた社会とその敵』において、ポパーは歴史主義の批判と「開かれた社会」、自由民主主義の擁護とを展開した。この著作は2巻本であり、第1巻は「プラトンの魔力」 （The Spell of Plato） 、第2巻は「予言の絶頂 ヘーゲル、マルクス、その余波」（The High Tide of Prophecy: Hegel, Marx, and the Aftermath） と副題が付けられた。
第1巻の副題はまたその中心的な前提でもある。すなわち、古くからのほとんどのプラトン解釈者は彼の偉大さに惑わされてきた。その際、ポパーは次のように論じる。彼らはプラトンの政治哲学を、欺瞞、暴力、支配者のレトリック、優生学の恐ろしい全体主義的な悪夢として理解するべきであるのに、むしろ害のない牧歌とみなしてきた。
彼の時代の主なプラトン学者と対照的に、ポパーは、プラトンの後年におけるアイデアが彼の師ソクラテスの人道主義的で民主主義的な傾向をなんら説明しないことを主張して、プラトンの思想をソクラテスの思想から分離させた。特に、ポパーは『国家』においてプラトンがソクラテスを裏切ったと非難した。『国家』では、プラトンはソクラテスを全体主義に共感するものとして描いている（ソクラテス問題を見よ）。
ポパーは、社会改革と社会的不満についてのプラトンの分析を称えるが、その解決については拒絶した。これは、切望されやっと生まれでた「開かれた社会」としてのアテナイ民主主義の新興の人道主義的理念についてポパーの読みに依っている。彼によると、プラトンの歴史主義的な考えは、そのような自由主義的な世界観に伴う変化への恐れによって動かされている。ポパーは、プラトンが自身の虚栄心の犠牲者であったとも示唆している。プラトンの構想は最高の哲人王になることために設計されている。
第2巻において、ポパーはヘーゲルとマルクスを批判することへと移る。そこで、2人の考えをアリストテレスへとさかのぼり、2人が20世紀の全体主義の根源であることを論じる。

## 日本語訳
- 武田弘道訳『自由社会の哲学とその論敵』全2巻、泉屋書店 1963年。世界思想社 1973年
- 内田詔夫・小河原誠訳『開かれた社会とその敵』全2巻、未來社 1980年
- 小河原誠訳『開かれた社会とその敵』全4巻、岩波文庫 2023年2月-10月。全面改訳